# 도개면

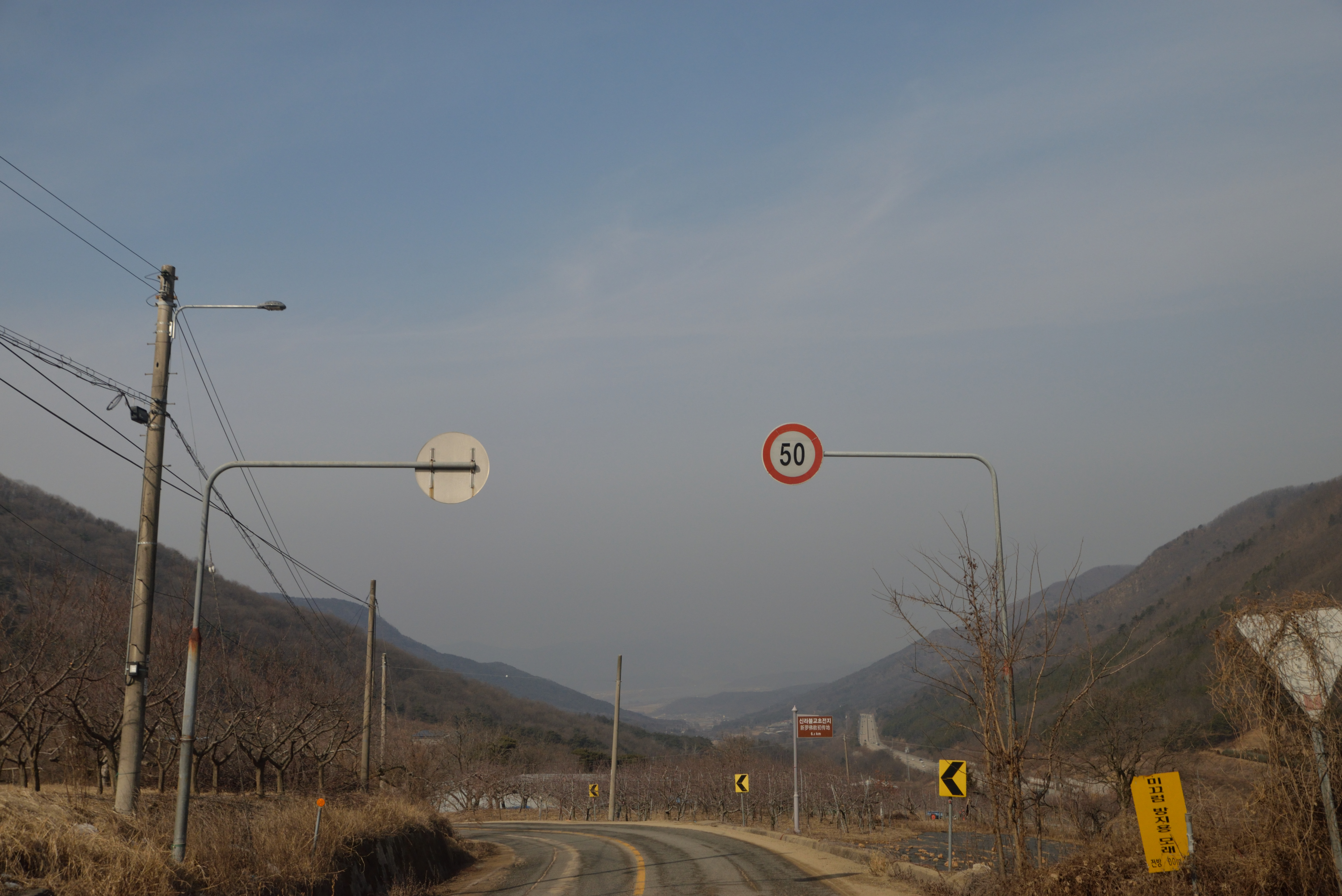
땅재 정상에서 바라본 구미시 도개면

도개면(桃開面)은 대한민국 경상북도 구미시의 면이다. 또한 도개면의 넓이는 60.9km2이고, 인구는 2018년 6월 기준으로 2,328명이다.

## 개요
도개면은 조선시대에는 신곡방, 도개방의 2개방이었으나 1914년 행정구역개편에 따라 두방을 합쳐 도개면으로 개칭하였으며, 1987년 1월 1일 청산리가 의성군 구천면에 편입되고, 의성군 단밀면 용산리가 본면에 편입되어 총면적 60.93km2이며 선산출장소의 동북쪽에 위치한다. 서쪽은 낙동강을 끼고 옥성면과 이어져 있고, 북쪽은 의성군 단밀면, 동쪽은 의성군 구천면과 군위군 소보면, 남쪽은 해평면과 접한다.

## 지리
단밀면 경계에 낙동강휴게소가 있다. 연안을 제외하고는 대체로 산악지대이며 의성군 안계와 상주시, 대구광역시, 김천시으로 통하는 상주영천고속도로, 국도 제25호선, 국도 제33호선이 있다.

## 행정 구역
- 월림리(月林里)
- 궁기리(宮基里)
- 도개리(道開里)
- 신곡리(新谷里)
- 가산리(加山里)
- 동산리(東山里)
- 다곡리(多谷里)
- 신림리(新林里)
- 용산리(龍山里)

## 교육
| 학교명       | 소재지                         | 비고        |
| ------------ | ------------------------------ | ----------- |
| 도개초등학교 | 도개면 도안로 108 (궁기리)     |             |
| 동산초등학교 | 도개면 용산가산길 35 (동산리)  | 1998년 폐교 |
| 송도초등학교 | 도개면 도개다곡길 393 (도개리) | 1998년 폐교 |
| 도개중학교   | 도개면 도안리 120 (궁기리)     |             |
| 도개고등학교 | 도개면 도안리 120 (궁기리)     |             |